# Marghita
Marghita é uma cidade da Romênia com 18.650 habitantes, localizada no județ (distrito) de Bihor.